# Chaetogaedia filialis
Chaetogaedia filialis là một loài ruồi trong họ Tachinidae.